# Praefectus equitum
De praefectus equitum was in de Romeinse oudheid de commandant van een cavalerie-eenheid van het Romeins leger.
De prefect voerde het commando over een cavalerie-eenheid die rechtstreeks aan een legioen verbonden was. Dergelijke eenheden bestonden in eerste instantie uit 120 ruiters, die werden beschouwd als Romeins legionairs van de immunes-klasse: gespecialiseerde eenheden die waren vrijgesteld van corvee. Later werden de cavalerie-eenheden groter, tot wel 1000 man sterk; vergelijkbaar met een ala milliaria.
Keizer Gallienus liet in 258 een nieuwe krijgsmacht oprichten die geheel uit cavalerie bestond, de equites promoti. De bevelhebber van deze zeer mobiele krijgsmacht die tot 10.000 ruiters kon bevatten was tevens de hoogste militair in het Romeinse Rijk. Latere keizers als Claudius Gothicus, Aurelianus en Probus waren voordat ze de troon bestegen praefectus equitum van dit mobiele leger.